# ماكسي وليامز
ماكسي وليامز (بالإنجليزية: Maxie Williams)‏ هو لاعب كرة قدم أمريكية أمريكي، ولد في 28 يونيو 1940 في غرانيت فالس في الولايات المتحدة، وتوفي في 7 يوليو 2009.

## وصلات خارجية
- ماكسي وليامز على موقع مرجع كرة القدم المحترفة.كوم (الإنجليزية)